# ويليام ماكنتاير
ويليام ماكنتاير هو محامي وقاضي كندي، ولد في 15 مارس 1918 في لا شين في كندا، وتوفي في 14 يونيو 2009 في فيكتوريا في كندا بسبب سرطان المريء.